# Дельфін (1912)

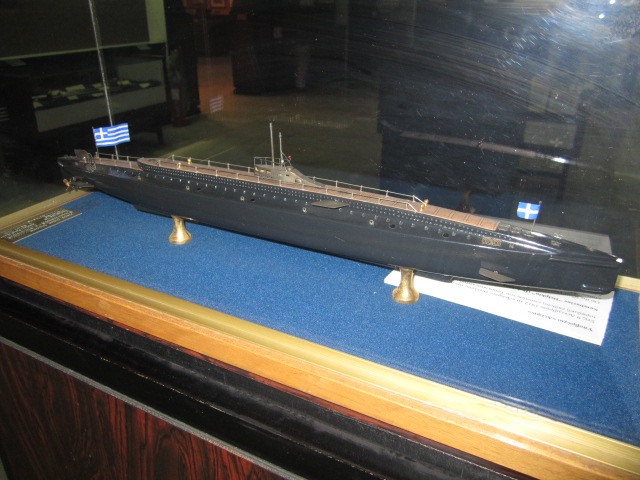
Макет підводного човна «Дельфін» у військовому музеї Афін.

«Дельфін» (грец. Δελφίν) — грецький підводний човен (наспаравді називався καταδυόμενον, «пірнаючий» — повторення французької термінології тієї епохи). Брав участь в Балканських війнах і Першій світовій війні . «Дельфін» був другим підводним човном грецького флоту після «Nordenfelt I» (в складі флоту 1886—1901), і став першим підводним човном у світі, який здійснив торпедні атаки (хоча і безуспішні) проти військового корабля.

## Історія підводного човна
«Дельфін» був замовлений в 1910 році на французькій верфі в Тулоні, разом з однотипною «Ксіфіас» (Меч-риба). Був переданий у королівські Військово-морські сили Греції перед самим початком Першої Балканської війни. Його перший капітан, командер Стефанос Папаррігопулос, разом з екіпажем з 17 моряків, були послані до Франції для отримання необхідної підготовки, термін якої проте був скорочений через загрозум війни. Військове міністерство наказало їм вирушити до Греції, і «Дельфін» вийшов з Франції 29 вересня, прибувши на Корфу до початку війни, 4 жовтня . Цей похід без супроводу і без зупинки в 1,100 миль став світовим рекордом і підтвердив компетентність екіпажу, незважаючи на його обмежену підготовку. Однак, це також означало що в розпорядженні командування не було підготовленого резервного екіпажу, що обмежувало реальну боєздатність підводного човна через необхідність забезпечити відпочинок членів команди.
З Корфу підводний човен вийшов на військово-морську базу на острові Саламін, Пірей, де він перебував до 19 жовтня і де була завершена підготовка екіпажу і підводного човна. Вийшовши з Пірея «Дельфін» приєднався до флоту на його передовій якірній стоянці у затоці Мудрос острова Лемнос, але не залучався до військових дій до кінця листопада 1912 року. Замість цього екіпаж підводного човна проводив навчальні занурення. Незважаючи на те що у підводного човна був виявлений ряд механічних проблем, після 20 листопада він почав виходити на патрулювання при вході в Дарданелли, повертаючись до ночі на острів Тенедос.
Вранці 9/22 грудня 1912 року, османський легкий крейсер «Меджидіє» вийшов з Дарданелл з розвідувальної завданням. О 10:40, Дельфін випустив торпеду по «Меджидіє» з дистанції 800 метрів, але не зумів потопити його, так як торпеда не влучила . Під час спроби відступити до місця стоянки на Тенедосі, підводний човен сів на мілину на північ від острова, і була змушена скинути свій свинцевий баласт щоб знятися з мілини. Це означало що підводний човен втратив можливість занурюватися, через що повернувся у Пірей. «Дельфін», разом з «Ксіфіас» і іншими кораблями грецького флоту, були конфісковані французами в 1916 році, під час грецького Національного розколу .Коли підводні човни були повернуті грецькому флоту в 1919 році, вони були в поганому стані, і в наступному році були списані .

## Традиції
Два інших кораблі грецького флоту отримали ім'я «Дельфін»: британська «Дельфін» II (Υ-9) (в складі флоту 1945—1957) і німецький торпедний катер типу 149 Seemöwe (у складі флоту 1968—1974).